# Зворыкины
Зворыкины (Взворыкины, Зварыкины, Заварыкины, Заворыкины) — древний дворянский род.

## История рода
Иван Зворыкин послух в духовной грамоте Федосьи Филипповой (1404). Боровско-Серпуховский князь Владимир Храбрый завещал своему старшему сыну князю Ивану Владимировичу «на Москве Зворыкин двор» (1410). Внуком Ивана Зворыки, по видимому, был ростовский и угличский землевладелец Владимир Андреевич Зворыкин, видный сторонник великого князя Василия II Васильевича, великокняжеский воевода, взят в плен князем Василием Косым (1434), убит татарами под Суздалем (1445). Жена Владимира Андреевича — Авдотья, по душе мужа и сына, монаха Феогноста, дала в Сергиево-Троицкий монастырь деревню в Ростовском уезде (1453), которую муж купил (между 1434—1445) у Чечки Микулина, часть его вотчинных селищ и пустошей в Рождественском стане Ростовского уезда. Имена потомков В. А. Зворыкина для поминания записаны в синодик Ростовского Борисоглебского монастыря. Имя Владимира Андреевича внесено в синодик Успенского собора Московского кремля (1445), кроме того «вечная память Володимиру Андреевичу Зворыкину» читалось в синодиках Вологды и Ростова и Троице-Сергиева монастыря. Этой же чести удостоился Иван Зворыкин, погибший также в битве с татарами под Суздалем (1445).
Сын боярский Михаил Взворыкин ездил в Польшу (1490). Ясельничий (в другом документе постельничий) Григорий Взворыкин упомянут в свите великой княжны Елены Ивановны (1495). Иван Михайлович Зворыкин († около 1539) владел вотчиной в Переславском уезде (1525/26). Его вотчина село Бужениново была разделена между двумя сыновьями: Юрием и Фёдором и небольшую долю получила вдова Ульяна.
В Дворовой тетради по Ростову записаны: Михаил Григорьевич, Иванец, Федька, Постник и Ломяк Давыдовы дети Зворыкина (1550).
По опричнине казнены новгородский подьячий Василий Зворыкин с женою (1570), их имена занесены в синодик опальных.
Еще одна ветвь Зворыкиных владела поместьями в Бежецкой пятине (1545).

## Описание герба
Высочайше утверждённого герба рода Зворыкиных не имеется.
В «Сборнике неутверждённых гербов Российских дворянских родов», имеется самобытный герб Зворыкиных: в серебряном щите стоящий лев вправо. Нашлемник: слева лев, а справа единорог. Намёт: лазуревый с серебром.

## Известные представители
- Зворыкин Ларион Дмитриевич — московский дворянин (1658—1677).
- Зворыкины; Фёдор Антипович и Фёдор Лаврентьевич — московские дворяне (1678—1692).
- Зворыкин Леонтий Никитич — стряпчий (1694)[8].